# Velîka Cerneavka, Popilnea
Velîka Cerneavka (în ucraineană Велика Чернявка) este un sat în comuna Ierciîkî din raionul Popilnea, regiunea Jîtomîr, Ucraina.

## Demografie
Componența lingvistică a localității Velîka Cerneavka
     Ucraineană (98,03%)
     Rusă (1,97%)
Conform recensământului din 2001, majoritatea populației localității Velîka Cerneavka era vorbitoare de ucraineană (98,03%), existând în minoritate și vorbitori de rusă (1,97%).

## Legături externe
- pl Czerniawka (2) Wielka în Dicționarul geografic al Regatului Poloniei și al altor țări slave, volum I (Aa — Dereneczna) anul 1880